# Vento di mare
Vento di mare è una miniserie televisiva italiana del 1991, diretta da Gianfranco Mingozzi.